# WikiReader

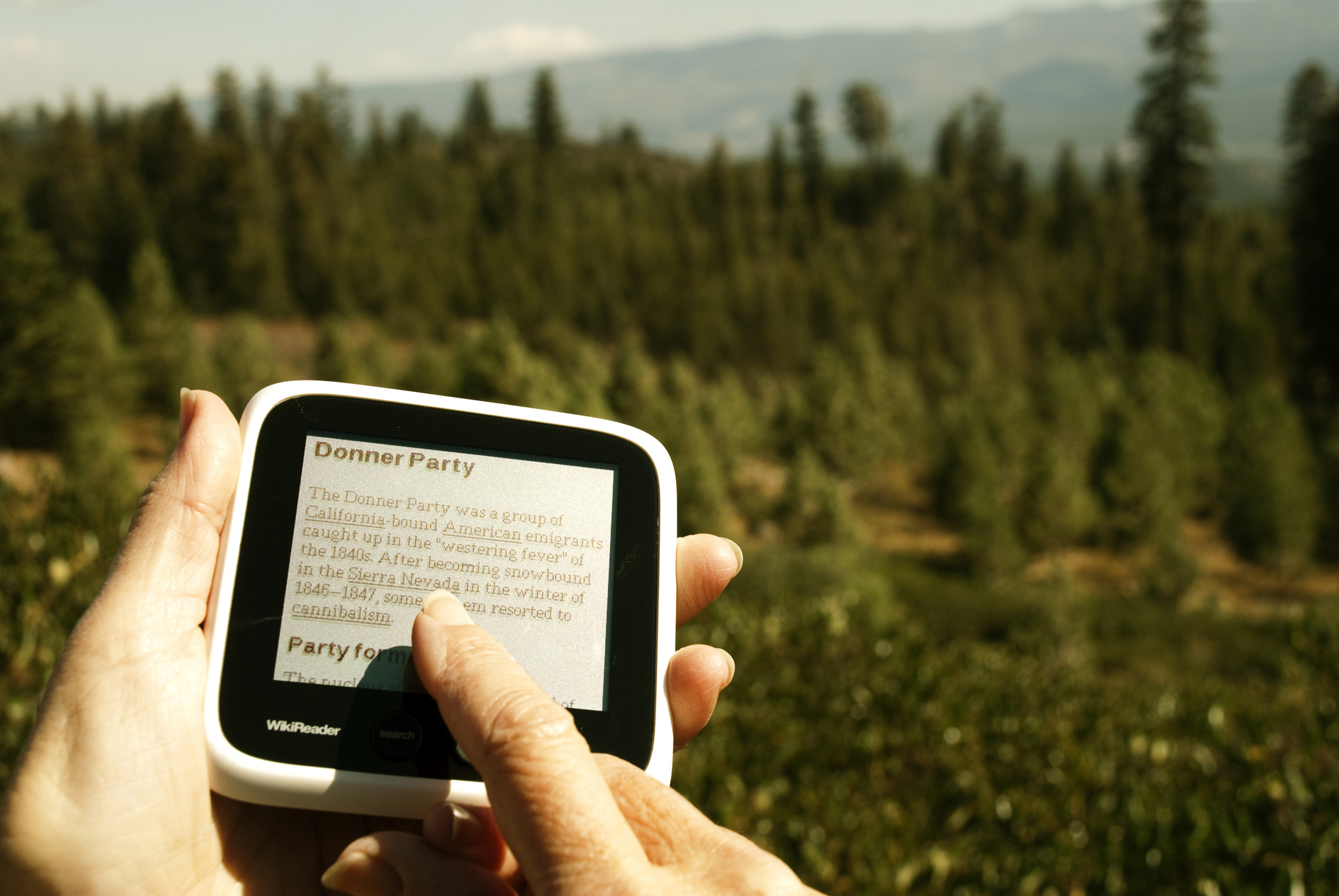
WikiReader

 WikiReader – kieszonkowy czytnik tekstu typu PDA, tajwańskiej firmy Openmoko Inc, przeznaczony do przeglądania tekstowych wersji stron Wolnej Encyklopedii Wikipedia w trybie offline.
To niewielkie, zasilane dwoma ogniwami typu AAA urządzenie, ma możliwość przechowywania w swojej pamięci do 3 milionów stron zapisanych na karcie pamięci microSD, dzięki czemu istnieje możliwość bieżącej aktualizacji bazy danych. Monochromatyczny wyświetlacz LCD wyposażony został w funkcję ekranu dotykowego, dzięki której możliwe było umieszczenie na nim standardowej klawiatury QWERTY.
W chwili obecnej bezpłatna aktualizacja bazy danych WikiReadera możliwa jest jedynie przez stronę domową urządzenia. W przyszłości możliwe będzie odpłatne zamówienie drogą pocztową karty SD z aktualizacją. Usługa ma być świadczona kilka razy do roku w zamian za niewielki abonament.
Projekt został porzucony w latach 10. XXI wieku.

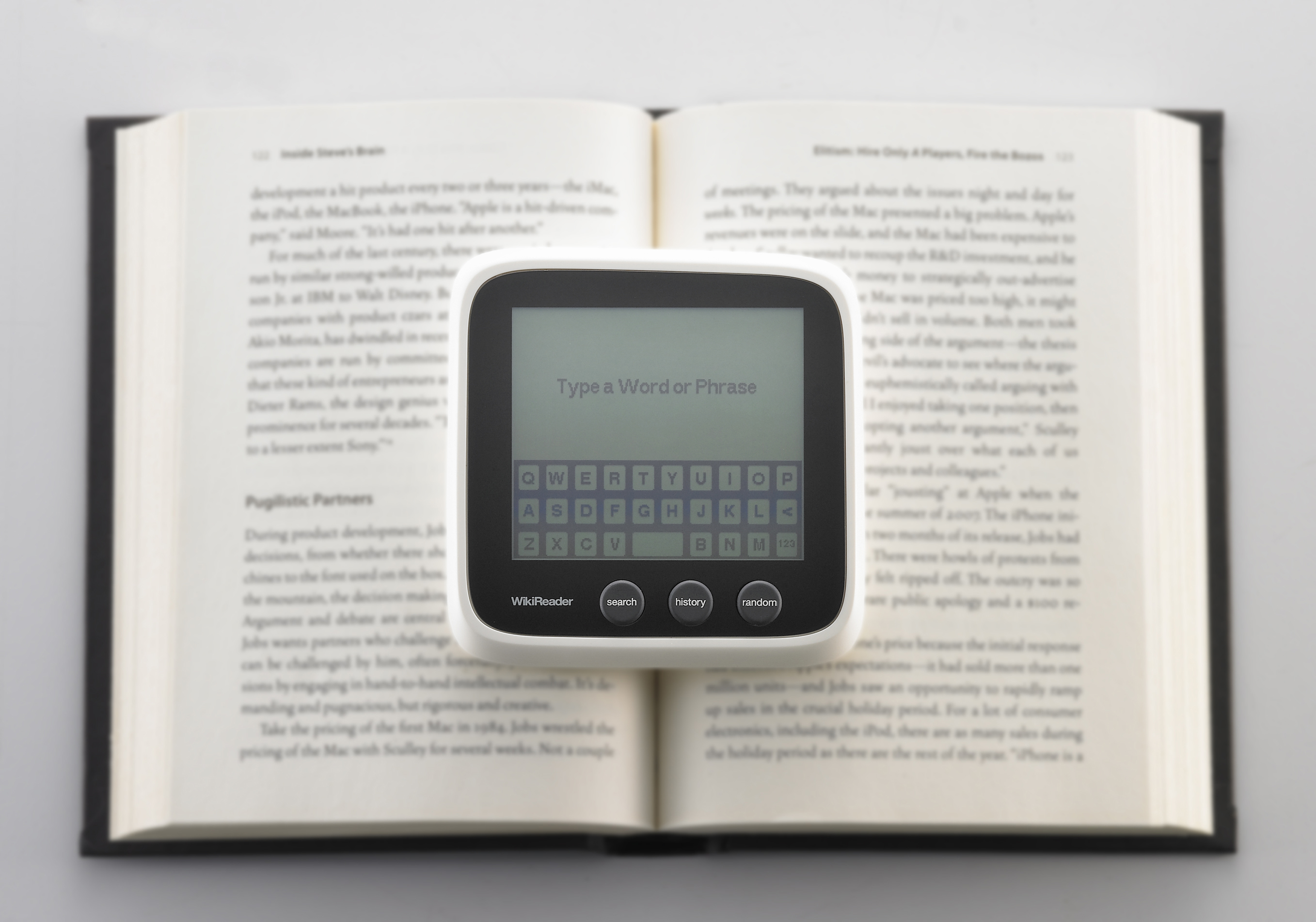
Wirtualna klawiatura WikiReader